# 蘇哈縣

49°44′25″N 19°35′19″E / 49.74028°N 19.58861°E
蘇哈縣（波蘭語：Powiat suski），是波蘭的縣份，位於該國東南部，由小波蘭省負責管轄，首府設於貝斯基德地區蘇哈，面積686平方公里，2006年人口82,045，人口密度每平方公里120人。